# Edward Gal
Edward Gal (Rheden, 4 maart 1970) is een Nederlands dressuurruiter. Hij nam tweemaal deel aan de Olympische Spelen en won hierbij één medaille.
Rond zijn veertiende jaar begon hij actief met paardrijden. Hij trainde aanvankelijk bij Rien van der Schaft. Later ging hij bij Anky van Grunsven trainen, die Edward samen met haar partner Sjef Janssen tot grotere prestaties bracht.
Samen met zakenpartner Nicole Werner, die ook altijd zijn vaste "oog" aan de kant is, richtte hij in 1996 een dressuurstal op, die gevestigd is te Harskamp (gemeente Ede).
Gals ruitercarrière kwam, na zijn hengst Lingh waar hij ook al aanzienlijke scores mee behaalde, in een stroomversnelling toen hij een combinatie ging vormen met de zwarte Gribaldi-zoon Moorlands Totilas.
Gals levenspartner is collega-dressuurruiter Hans Peter Minderhoud.

## Sportpaarden
- Ambria: Donkerbruine KWPN merrie. Geboren in 2005, stokmaat van 1,78 meter. OO Seven x Osmium. In opleiding bij Edward Gal.
- Blue Horse Romanov: Bruine goedgekeurde Oldenburger hengst, geboren in 2000. Stokmaat van 1,73 meter. Rohdiamant X Grundstein II. Grand Prix onder Edward Gal.
- Ché de Jeu: Donkerbruine KWPN hengst, geboren in 2007. Stokmaat van 1,66 meter. Voice x Jazz. In opleiding bij Edward Gal.
- Interfloor Next One: Bruine KWPN ruin. Geboren in 1995, stokmaat van 1,73 meter. Roepnaam is Nigel. Jazz x Le Mexico. Grand Prix onder Edward Gal.
- Lissaro van de Helle: Bruine Hannoveraanse goedgekeurde dekhengst (momenteel niet in dekdienst), geboren in 2005. Stokmaat van 1,67 meter. Lissabon x Matcho AA. In opleiding bij Edward Gal.
- President's Jack Sparrow: Zwarte Oldenburger hengst, geboren in 2007. Stokmaat van 1,73 meter. Johnson X Wolkentanz II . In opleiding bij Edward Gal.
- Rubin Cortes: Zwartbruine goedgekeurde oldenburger dekhengst, geboren in 2001. Rubin Royal X Calmiro. Stokmaat van 1,70 meter. Op korte termijn Grand Prix onder Edward Gal.
- Sisther de Jeu: Bruine KWPN merrie. Geboren op 4 april 1999, stokmaat van 1,70 meter. Gribaldi x Amor. Grand Prix dressuur onder Edward Gal.
- Tailormade Ralph Lauren: Voskleurige Deense Warmbloed hengst, geboren in 2008. Afstamming van Skovens Rafael. In opleiding bij Edward Gal.
- Glock's Undercover Zwarte KWPN ruin. Ferro x Donnerhal
- IPS United: Bruine KWPN goedgekeurde dekhengst. Geboren op 6 juni 2001, stokmaat van 1,68 meter. Krack C x Partout. Werd in 2004 verrichtingskampioen met de hoogst behaalde cijfers ooit. Prix St. Georges onder Edward Gal, en op korte termijn Grand Prix niveau. Op 29 november 2007 is United goedgekeurd voor het Hannoveraanse stamboek.
- Voice: Zwarte goedgekeurde KWPN dekhengst, geboren in 2002. Stokmaat van 1,68 meter. De Niro x Rohdiamant. Op korte termijn Grand Prix onder Edward Gal.
- Zip-a-way Texel: Bruine KWPN ruin, geboren in 2004. Stokmaat van 1,74 meter. Krack C x Democraat. In opleiding bij Edward Gal

## Palmares

### Nationaal
Nederlands kampioenschappen
- 1999: Tweede plaats lichte tour (met Gestion Kappuccino)
- 2000: Tweede plaats lichte tour (met Gestion Kappuccino)
- 2001: Tweede plaats lichte tour (met Gestion Kappuccino)
- 2002: Nederlands kampioen lichte tour (met Gestion Lingh)
- 2004: Nederlands kampioen (met Gestion Lingh)
- 2009: Nederlands kampioen (met Totilas)
- 2010: Nederlands kampioen (met Totilas)
- 2020: Nederlands kampioen (met Toto Jr.)

### Internationaal
- 2001: Amsterdam - tweede plaats kür op muziek lichte tour (met Gestion Lingh)
- 2002: Rotterdam - eerste plaats bij de Prix St.Georges (met Gribaldi)
- 2003: Rotterdam - eerste plaats (met Gestion Lingh)
- 2004: CHIO Aken - vijfde plaats in de Grand Prix, de Grand Prix Spécial en de kür (met Gestion Lingh)
- 2009: Olympia Londen - eerste plaats in de Grand Prix en de Grand Prix kür op muziek (met Totilas) (wereldrecordscore 92.30%)
- 2010: Aken, CHIO, eerste in de Special met zijn paard Totilas; score 86,458% (WR)
- 2012: Olympische Zomerspelen in Londen, brons, dressuurteam

Europees kampioenschappen
- 2003: vierde in teamverband (met Gestion Lingh)
- 2005: tweede in teamverband (met G4S Lingh)
- 2005: Hagen, vierde in de kür (nieuwe stijl)
- 2009: Windsor, eerste plaats in de kür (met Totilas)

Wereldcupfinale
- 2004: tweede (met Gestion Lingh)
- 2010: eerste (met Moorlands Totilas)
- 2011: vierde (met Sisther de Jeu)

Wereldruiterspelen
- 2010: Kentucky, eerste plaats (wereldkampioen) met de Nederlandse dressuurequipe (met Totilas)
- 2010: Kentucky, eerste plaats (wereldkampioen) Grand Prix Special (met Totilas)
- 2010: Kentucky, eerste plaats (wereldkampioen) Kür op muziek (met Totilas)